# Институт Татарской энциклопедии и регионоведения
Институт Татарской энциклопедии и регионоведения Академии наук Республики Татарстан (тат. Татарстан Республикасы Фәннәр Академиясенең Татар энциклопедиясе һәм төбәкне өйрәнү институты) — региональное научно-исследовательское и издательское учреждение в структуре Академии наук Республики Татарстан, занимающееся созданием и выпуском энциклопедических изданий.

## Очерк истории
На основании постановления Совета министров Татарской АССР «О подготовке и издании Татарской Советской Энциклопедии» от 6 сентября 1989 года предписывалось создать при Институте языка, литературы и истории имени Г. Ибрагимова Казанского филиала Академии наук СССР до конца 1989 года специальный научный центр, который должен был подготовить и издать в 1989–2000 годах многотомную Татарскую Советскую энциклопедию на татарском и русском языках. Судя по всему, в правительстве исходили из того, что региональную энциклопедию можно составить из статей 30-томной Большой Советской энциклопедии. Тем не менее, материала там оказалось недостаточно, а собственную энциклопедию пришлось составлять с начала, для чего нужно было набрать большое количество высококвалифицированных специалистов и где-нибудь их разместить. Финансирование же планировалось вести по хозрасчёту из денег спонсоров, в числе которых оказалось более двадцати промышленных предприятий, государственных, общественных, образовательных и религиозных организаций, однако ввиду социально-экономического кризиса необходимого количества средств собрать не удалось. Ввиду этого, вместо полноценного научного центра в конце 1989 — начале 1990 годов был создан отдел Татарской Советской энциклопедии, состоящий всего из 12 сотрудников. Заведующим отделом стал кандидат филологических наук Ф. С. Хакимзянов, специалист по булгарской эпиграфике и истории татарского языка.
Несмотря на проблемы, были образованы отраслевые научно-редакционные коллегии и в течение двух первых лет коллективом отдела был разработан первый вариант научной концепции Татарской Советской энциклопедии, а также составлен генеральный словник из 11 тысяч терминов, понятий и персоналий. Совпав с принятием декларации о государственном суверенитете Татарстана, идея создания энциклопедии вызвала большой энтузиазм, однако после распада СССР её научная основа кардинально изменилась, став тем не менее основой для «Татарского энциклопедического словаря» и «Татарской энциклопедии». В ходе работы стала ощутима нехватка сотрудников и после настойчивых просьб постановлением Кабинета министров Республики Татарстан от 6 ноября 1991 года штат был увеличен на две единицы, до 14 человек, большую часть которых составляли специалисты без опыта научно-исследовательской работы. В связи с созданием Академии наук Республики Татарстан, распоряжением её президента М. Х. Хасанова от 25 мая 1992 года отдел Татарской Советской энциклопедии был выделен из ИЯЛИ имени Г. Ибрагимова Казанского научного центра Российский академии наук и передан в состав АН РТ в качестве отдела Татарской энциклопедии. Заведующим отделом был назначен кандидат исторических наук Г. С. Сабирзянов.
Приказом директора «О структуре Института татарской энциклопедии АНТ и составе сотрудников его подразделений» от 18 августа 1993 года в институте были образованы отделы научно-методической работы (Г. К. Вайда), исторических и общественных наук (Р. В. Шайдуллин), культуры (Г. С. Сабирзянов), естественных наук (Р. Г. Усманов), экономики, истории народного хозяйства (Ф. С. Зиятдинов), географии, геологии (А. С. Тайсин), иллюстрации и картографирования (Г. Е. Трифонов), старшими редакторами по текстам были назначены А. В. Гарзавина (на русском) и Р. Н. Даутов (на татарском языке). В ходе форсирования работы коллектив института в дальнейшем был увеличен до 46 человек, что однако не шло ни в какое сравнение с другими энциклопедическими центрами, тогда как штатные оклады составляли небольшие суммы, причиной чего было тяжёлое экономическое положение республики. Тем не менее, постановлением Кабинета министров Республики Татарстан «О дополнительных мерах по подготовке и изданию многотомной Татарской энциклопедии» от 3 мая 1994 года по предложению Президиума АН РТ отдел был преобразован в Институт Татарской энциклопедии в качестве самостоятельного научно-исследовательского и издательского учреждения. Директором института стал доктор филологических наук, академик М. Х. Хасанов.
Указом президента Республики Татарстан «О программе «Татарская энциклопедия» и «Положение о главном редакторе Татарской энциклопедии» от 10 февраля 1997 года и постановлением Кабинета министров «Об утверждении Программы „Татарская энциклопедия“ Республики Татарстан на 1997—2004 годы» от 4 мая 1997 года создание «Татарской энциклопедии» и «Татарского энциклопедического словаря» было выведено на государственный уровень. К концу 1999 года Институт Татарской энциклопедии оформился как полноценное научно-исследовательское и издательское учреждение в системе Академии наук Республики Татарстан, ему было выделено здание в центре Казани, штат достиг 107 сотрудников в девяти научно-отраслевых отделах — истории и общественной мысли, истории населенных пунктов РТ и мест компактного проживания татар за ее пределами, экономики и истории народного хозяйства, науки, образования и культуры, языкознания и литературы, истории средств массовой информации, биологии, географии и геологии, естественно-технических наук медицины, здравоохранения и спорта.
После дальнейшей реорганизации к середине 2000-х годов институт стал включать в себя отделы истории и общественной мысли, истории населенных пунктов Республики Татарстан и мест компактного проживания татар за пределами Республики Татарстан, экономики и истории народного хозяйства, науки, образования и культуры, языкознания и литературы, средств массовой информации и культпросветучреждений, биологии, географии и геологии, естественно-технических наук, медицины, здравоохранения и спорта, научно-методической работы и контроля, научно-информационного обеспечения и библиографии, иллюстраций и картографирования, научно-издательского, подготовки энциклопедических изданий на татарском языке, редакторской группы. В 2010 году новым директором института стал доктор исторических наук Валеев Р. М.. На тот период времени в ИТЭ работало 107 человек, в том числе 7 докторов и 26 кандидатов наук. Для подготовки научных и энциклопедических кадров при институте была образована аспирантура в области отечественной истории, литературы народов России и татарской литературы, политологии. За годы работы институтом было подготовлено 100 аспирантов, ряд из них стали докторами и кандидатами наук. 
В 2013 году Институт Татарской энциклопедии был преобразован в обособленное подразделение АН РТ, а в 2014 году переименован в Институт Татарской энциклопедии и регионоведения, с присоединением к нему Научно-исследовательского центра семьи и демографии АН РТ. В ходе реорганизации штатная численность работников института сократилась до примерно 50 человек, а сам он стал включать в себя не 14 отделов, как раньше, а четыре научно-исследовательских и издательских центра — энциклопедистики, регионоведения и социокультурных исследований, изучения татарской диаспоры, и Камский научный центр, помимо Главной научно-редакционной коллегии и 34-х отраслевых научно-редакционных коллегий. В 2015 году директором института был назначен И. А. Гилязов, занимающий этот пост по сей день. В 2019 году институт получил статус обособленного структурного подразделения АН РТ со штатом в 65 человек, в том числе 6 докторов и 20 кандидатов наук.

## Научно-издательская деятельность
Институт Татарской энциклопедии и регионоведения является региональным научно-исследовательским обособленным подразделением в структуре Академии наук Республики Татарстан. Он специализируется на проведении фундаментальных и прикладных научных исследований по изучению социокультурного и историко-научного наследия татарского народа и Татарстана, что выражается в разработке и выпуске универсальных, отраслевых энциклопедических и других научно-справочных изданий монографического плана, способствующих выявлению, систематизации, сохранению и внедрению такой культурно-образовательной информации. Первым справочным изданием института стала работа «Населенные пункты Республики Татарстан. Краткий справочник» (1997). В 1999 году в свет вышел «Татарский энциклопедический словарь» на русском языке, в 2002 году — на татарском. Первый том «Татарской энциклопедии» на русском вышел в 2002 году, а в 2008 году — на татарском. Издание обоих завершилось в 2014 и 2020 годах, соответственно.
Кроме энциклопедии и словаря, институтом были выпущены такие издание, как «Центральные органы государственной власти и управления Татарстана» (2010, 2017), «Республика Татарстан: природа, история, экономика, культура, наука: иллюстрированные очерки» (2010, 2015), «Татарстан: иллюстрированная энциклопедия» (2013, 2015), «Исчезнувшие населенные пункты Республики Татарстан: справочник» (2016), «Республика Татарстан: энциклопедический справочник для средств массовой информации» (2016), «Регионы компактного проживания татар в Российской Федерации: справочник» (2016), «Татары Казахстана: энциклопедия» (2016, 2017), «Татарская деревня в местах компактного проживания татар в Среднем Поволжье: история и современность: научный справочник» (2017), «Природа и природные ресурсы Республики Татарстан: иллюстрированная энциклопедия» (2017), «Государственные и муниципальные символы Республики Татарстан» (2017), «Татарская периодическая печать» (2017), «Чистополь литературный. Энциклопедия» (2017), «Природа и природные ресурсы Республики Татарстан: иллюстрированная энциклопедия» (2017, 2019), «Населенные пункты Республики Татарстан: иллюстрированная энциклопедия» (2018), «Казанская периодика XIX—XXI вв.: энциклопедический справочник для представителей средств массовых коммуникаций» (2018), «Татарстану – 100 лет: иллюстрированные энциклопедические очерки» (2019), «Цвети, священная земля моя! Иллюстрированное издание к 100-летию ТАССР» (2020).
За свою энциклопедическую деятельность ряд сотрудников института отмечены государственными наградами и почётными званиями. В 2005 году за подготовку Татарского энциклопедического словаря группа научных работников института (В. Г. Абзалова, А. В. Гарзавина, Р. Н. Даутов, Р. М. Мухаметшин, Г. С. Сабирзянов, М. Х. Хасанов, Р. В. Шайдуллин) была удостоена Государственной премии Республики Татарстан в области науки и техники. Также институт ежегодно издаёт научный журнал «Научный Татарстан», научные сборники «История России и Татарстана: Итоги и перспективы энциклопедических исследований» и «Актуальные проблемы отечественной и зарубежной истории, филологии (взгляд молодых ученых и аспирантов)». Также учреждением реализуется проект интернет-энциклопедии «Татарика».

## Руководство
- 1989—1992: Хакимзянов Ф. С.
- 1992—1994: Сабирзянов Г. С.
- 1994–2010: Хасанов М. Х.
- 2010—2015: Валеев Р. М.
- 2015—н. в.: Гилязов И. А.

## Расположение
В 1998 году по решению руководства Татарстана институту были переданы два дома под № 56 на улице Пушкина, бывший особняк купцов Крестовниковых, находящийся на пересечении маршрутов общественного транспорта, вблизи крупных научных библиотек и архивных учреждений. После капитального ремонта в 1999 году в этом здании, несмотря на его малый размер, была собрана большая часть научных сотрудников, ранее работавших на различных площадках. В 2012—2016 годах здание было вновь капитально отремонтировано, а в 2017 году институт продолжил работу на прежнем месте.